# Cutleriaceae
Cutleriaceae es una familia de la clase Phaeophyceae (algas pardas). Está compuesto de dos géneros, Cutleria y Zanardinia.